# 布赖恩·肯普
布赖恩·波特·肯普（英語：Brian Porter Kemp，1963年11月2日—）为美国共和党籍政治人物，現任佐治亚州州長。曾任佐治亚州州务卿，佐治亚州参议院议员。
布赖恩·肯普出生于佐治亚州雅典，后毕业于佐治亚大学。在从政之前，肯普拥有多家从事农业综合、金融服务以及房地产领域的企业。肯普于2002年首次当选佐治亚州参议院议员。在2010年时任州务卿卡伦·汉德尔辞职参选州长后，桑尼·珀杜任命肯普暂代其职。肯普于2010年首次赢得州务卿完整任期，后于2014年实现连任。
肯普的州务卿生涯充满了争议。他曾于2015年时将超过600万名选民的个人信息泄露给12家组织，这一举动使其饱受批评。在2016年总统选举期间，肯普是唯一拒绝国土安全部介入防范俄罗斯干预的州级官员。肯普随后参加了2018年佐治亚州州长选举，对阵民主党籍候选人史黛西·艾布拉姆斯。在竞选州长期间，肯普拒绝辞去州务卿一职，引发了民主党对其濫權的指责。肯普在决选中的得票率为50.2%，避免了第二轮选举，随后他于11月8日辞去了州务卿一职。艾布拉姆斯于11月16日宣布停止一切竞选活动，但并未认输，并指责肯普涉嫌压制选民，但遭到了肯普的否认。而各路新闻媒体及政治专家亦未能找到肯普通过压制选民以影响选举结果的证据。
肯普作为州长在COVID-19疫情期间拒绝施行强制口罩令和居家令，并拒绝地方施行比州府更为严格的防疫政策。在2020年总统选举后，肯普否认了唐纳德·特朗普总统的选举欺诈论，坚持认证了选举结果，从而导致了他与特朗普之间的嫌隙。肯普于2021年签署了《诚信选举法》，扩大了提前亲身投票的范围并强化了州政府对地方公职选举的控制。在2022年州长选举共和党初选中，尽管其对手戴维·珀杜受特朗普背书，但肯普还是以压倒性的优势再度获得共和党提名。随后肯普在决选中再度击败艾布拉姆斯，后者于选举日当晚宣布认输。

## 早年生活及职业生涯
布赖恩·肯普生于佐治亚州雅典，其父是是威廉·L·肯普二世。布赖恩·肯普出身于官宦世家，其外祖父朱利安·H·考克斯亦是佐治亚州议会议员。肯普在九年级之前一直就读于私立学校雅典学院，后转入克拉克中央高中，并加入了比利·亨德森教练的橄榄球队。他于1983年高中毕业。肯普后来就读于佐治亚大学，主修农业。
在从政之前，肯普曾经是建筑商及开发商。后来他在佐治亚州参议院选举中击败了民主党籍的现任议员道格·海恩斯后成功当选，任期为2003年至2007年。肯普于2006年参选佐治亚州农业专业，尽管他在第一轮选举中排名第二成功晋级，但在第二轮选举中输给了加里·布莱克。当佐治亚州参议院第47选区议员拉尔夫·哈金斯决定参选佐治亚州第十国会选区的联邦众议员时，肯普曾试图填补其空位。但哈金斯最终没有参选联邦众议员，转而继续连任州参议员，打乱了肯普的计划。

## 佐治亚州州务卿
2010年初，佐治亚州州长桑尼·珀杜任命布赖恩·肯普为州务卿，随后肯普在同年的州务卿选举中以得票率56.4%对39.4%的优势击败了民主党候选人乔治娜·辛克菲尔德，成功赢得了一个完整的任期。四年后，肯普再度当选连任。
肯普不认可俄罗斯干涉2016年美国总统大选的说法，同时对奥巴马政府试图加强选举安全系统的举动表示谴责，并认为这种行为是对各州权益的践踏。
在2018年以微弱的优势当选州长后，肯普辞去了州务卿一职，以俟就任州长。

### 投票系统争议
由于担心俄罗斯会干涉选举，奥巴马总统令美国国土安全部长杰·约翰逊与各州合作以保护其投票系统，而肯普则是唯一拒绝其帮助的州级官员。在2017年的一次采访中，肯普谴责约翰逊的行为是对各州周权的侵犯，并表示前政府的这一举动完全出自政治目的，并且还表示自己不相信俄罗斯会干预大选。早在2016年8月，肯普就表示俄罗斯根本就不可能干预大选，系统的设置完全可以杜绝这一情况发生，联邦官员夸大了俄罗斯的威胁。
佐治亚州是全美十四个使用无纸质记录电子投票机的州之一，根据选举诚信专家的说法，这一系统很容易被篡改或受到技术问题的影响。根据2018年对俄罗斯黑客的起诉书（作为特别顾问罗伯特·穆勒对2016年选举干涉问题调查的一部分）的说法，黑客们的目标是佐治亚州各县的网站。
2016年12月，肯普指责国土安全部入侵其办公室的计算机网络，包括选民登记数据库，并表示这是国土安全部对其之前拒绝合作的报复。国土安全部经调查后表示并无黑客攻击，这完全是其Microsoft Office软件所造成的误会。

### 选民个人信息泄露争议
2015年10月，佐治亚州州务卿办公室泄露了620万笔选民的个人资料，其中包括这些选民的SSN和出生日期。此次数据泄露事件是州务卿办公室在向12家购买相关资讯的机构发送有关CD时发生的。直到次月州务卿办公室才发觉此事，并且在《亚特兰大宪报》报道选民对州务卿办公室发起集体诉讼后，州务卿办公室才公开承认此事。在事发后的一个月内，用于受害人信用报告监控的支出高达120万美元，用于审计处理数据泄露的支出则高达39.5万美元。
根据肯纳索州立大学研究人员发现，由于佐治亚州投票系统存在严重缺陷，该系统向肯纳索州立大学泄露了超过600万条佐治亚州选民的个人信息，以及各县官员用于访问选民档案的密码。因此，肯普在2017年再度受到了各界谴责。这一安全漏洞在向选举机关曝光后的六个月得以修复。在对此事提起诉讼后，主要涉事服务器的数据遭到了删除，使得参与调查的官员无从查起。肯普否认其销毁证据，表示这完全是肯纳索州立大学研究人员按“正规IT程序”办事。